# Clarias agboyiensis
Clarias agboyiensis es una especie de pez de la familia Clariidae en el orden de los Siluriformes.

## Morfología
Los machos pueden llegar alcanzar los 29 cm de longitud total.

## Distribución geográfica
Se encuentran en África: Ghana, Togo Benín y Nigeria.